# Затерланд
Затерланд (нім. Saterland) — сільська громада в Німеччині, розташована в землі Нижня Саксонія. Входить до складу району Клоппенбург.
Площа — 123,62 км2. Населення становить 14 079 ос. (станом на 31 грудня 2021).